# دنیل کاکس
دنیل کاکس (انگلیسی: Danielle Cox؛ زادهٔ ۱۶ سپتامبر ۱۹۹۲) بازیکن فوتبال اهل انگلستان است که در پست مدافع برای اف‌سی کمو وومن بازی می‌کند.